# Kjeld Nørgaard
Kjeld Nørgaard (* 8. Oktober 1938 in Rønne; † 25. März 2025) war ein dänischer Schauspieler.

## Leben
Kjeld Nørgaard wuchs als Sohn des Bauingenieurs William Nørgaard († 1941) und der Zahntechnikerin Lise Schou Larsen († 1982) auf der Insel Bornholm auf. 
Er absolvierte seine Schauspielausbildung von 1963 bis 1966 an der Eleveskole des Königlichen Theaters Kopenhagen. Anschließend trat er am Det Danske Teater, am Boldhus-Theater und am Folketeatret in verschiedenen Bühnenstücken und unterschiedlichen Rollen auf. Als Schauspieler vor der Kamera wirkte er von 1963 bis 2020 in über 110 Film- und-Fernsehproduktionen mit. Er war auch als Drehbuchautor tätig. Zudem war er als Synchronsprecher für Zeichentrickfilme aktiv. Er war viele Jahre lang als Puppenspieler tätig.
Kjeld Nørgaard war in zweiter Ehe von April 1987 bis zu ihrem Tod im August 2021 mit der Schauspielerin Ulla Larsen verheiratet. Die Ehe blieb kinderlos. Nørgaard starb am 25. März 2025 im Alter von 86 Jahren.

## Filmografie (Auswahl)
- 1966: Der Bettelprinz
- 1971: Rottenknechte (TV-Mehrteiler)
- 1978: Winterkinder
- 1980: Attentat
- 1982: Die parallele Leiche
- 1983: Kurt und Valde
- 1984: Privatdetektiv Anthonsen (Fernsehserie, 1 Folge)
- 1986: Ballerup Boulevard
- 1987: König Lear
- 1989: Valby – Das Geheimnis im Moor (Miraklet i Valby), Guldbagge-Preis in der Kategorie Bester Film
- 1989: Station 13 (Fernsehserie, 1 Folge)
- 1994: Nightwatch – Nachtwache
- 1998: Albert und der große Rapollo
- 1998: Der (wirklich) allerletzte Streich der Olsenbande (Olsen-bandens sidste stik)
- 1999: Im Sog der Angst
- 2002: Tinke – Kleines starkes Mädchen
- 2003: Dänische Delikatessen
- 2003: Jesus und Josefine (Fernsehserie, 21 Folgen)
- 2004: Inkasso
- 2005: Oskar und Josefine (Fernsehfilm)
- 2005: Der Sonnenkönig
- 2006: Das Genie und der Wahnsinn
- 2007: Kommissarin Lund – Das Verbrechen (Fernsehserie, 1 Folge)
- 2009: Headhunter
- 2013: Borgen – Gefährliche Seilschaften (Fernsehserie, 1 Folge)
- 2015: Men & Chicken